# Simimeryx
Simimeryx es un género extinto perteneciente a la familia Hypertragulidae, del orden Artiodactyla, endémico de América del Norte durante el Eoceno, que vivió hace  40.4 to 37.2 Ma.
Simimeryx fue un rumiante primitivo, parecido a un pequeño ciervo, a pesar de que están más emparentados a los Tragulidaes modernos. Era frugívoro.

## Taxonomía
Simimeryx fue descubierto y nombrado por Stock en 1934. Fue asignado a Hypertragulidae por Vislobokova en 1998.

## Especies
Simimeryx posee dos especies:
- Simimeryx hudsoni.
- Simimeryx minutus.

## Distribución fósil
- California.
- Utah.